# Remember Me (Diana Ross)
Remember Me è un singolo della cantante statunitense Diana Ross, pubblicato nel 1970 ed estratto dal suo album Surrender.
Il brano è stato scritto e prodotto da Ashford & Simpson.

## Tracce
1. Remember Me
2. How About You

## Classifiche
| Classifica (1970) | Posizione raggiunta |
| ----------------- | ------------------- |
| Stati Uniti       | 16                  |